# Funeral for a Friend
Funeral for a Friend bio je emocore sastav iz Walesa.

## Statistika
- Porijeklo:Wales(Velika Britanija)
- Status: aktivni
- Vrijeme: 2002. – 2016.

## Povijest
Izdižu su se rane 2002. godine iz pepela benda January Thirst te nakon samo nekoliko mjeseci postojanja snimaju prvi EP Between Order And Model koji je savršeno prihvaćen od strane slušatelja kao i od kritike. 
To je bilo ugodno iznenađenje članovima benda koji su snimili demo da bi se na vlastite uši uvjerili kako ta njihova 'buka' zvuči prilično dobro – zapravo toliko dobro da su ponude počele stizati sa svih strana. 
Slijedi EP Four Ways To Scream Your Name a ubrzo nakon njega, 2003. godine izlazi njihov prvi full-length album Casually Dressed And Deep In Conversation čija naklada ubrzo postaje platinasta.
Mini-CD Seven Ways To Scream Your Name koji također izlazi 2003. godine zapravo je skup od sedam pjesama uzetih iz njihovih prijašnjih EP izdanja.
U međuvremenu se upuštaju u niz turneja, uključujući i otvaranje Europske turneje za Iron Maiden.
U rujnu 2004. godine na tržištu se pojavljuje njihov DVD Spilling Blood In 8 mm s live snimkama, spotovima i dokumentarcem o bendu.
Funeral For A Friend se 2005. godine vraćaju sa svojim drugim full-length albumom Hours koji također ubrzo nakon izlaska dobiva titulu platinaste naklade. Album je snimljen u Seattleu u studiu čiji su vlasnici grunge veterani Pearl Jam a producirao ga je Terry Date koji je među ostalima surađivao i s bendovima kao što su Soundgarden,Deftones,Pantera,...
Trenutno je u neumoljivom iščekivanju treći album...

## Članovi benda
- Matt Davies – vokal
- Gareth Davies – basist
- Darren Smith – gitarist
- Kris Coombs-Roberts – gitarist
- Ryan Richards – bubnjar

## Diskografija

### EP-ovi
- Between Order and Model (2002.)
- Four Ways to Scream Your Name	(2003.)
- Seven Ways to Scream Your Name (2003.)
- Bullet Theory/My Dying Day (2004.)
- The Great Wide Open (2007.)
- The Young and Defenceless (2010.)
- See You All in Hell (2011.)

### Studijski albumi
- Casually Dressed and Deep in Conversation (2003.)
- Hours (2005.)
- Tales Don't Tell Themselves (2007.)
- Memory and Humanity (2008.)
- Welcome Home Armageddon (2011.)
- Conduit (2013.)
- Chapter and Verse (2015.)

### DVD
- Spilling Blood in 8 mm

### Ostalo
- Bullet Theory / My Dying Day
- The Best of Taste of Chaos
- Taste of Christmas
- Progression Through Aggression

## Zanimljivosti
- Česta je pretpostavka da su ime dobili po istoimenoj pjesmi od Eltona Johna, no to je još jedna od pogrešnih pretpostavka. Naime, nazvali su se po pjesmi Funeral for a Friend američkog punk/hardcore benda Planes Mistaken for Stars.

- Desetak dana prije izlaska albuma Hours Matt Davies je pukom slučajnošću objavio cijeli album na internetu. Isprva su svi bili prestravljeni, osobito Matt, a sad se na spomen tog incidenta mogu samo dobro nasmijati jer to ionako nije utjecalo na prodaju albuma.

- Možda i ne toliko zanimljivost koliko iznenađenje na saznanje da Matt i Gareth unatoč istim prezimenima nisu u rodu. Prezime 'Davies' je vrlo često u Walesu.

## Vanjske poveznice
- www.funeralforafriend.com
- www.ffaf.co.uk
- www.ffafmusic.com
- www.bbc.co.uk/Wales/music/sites/funeralforafriend/